# Henri Bedimo
Henri Bedimo (* 4. Juni 1984 in Douala) ist ein ehemaliger kamerunischer Fußballspieler.

## Karriere

### Verein
Bedimo wechselte 2003 von Grenoble zum FC Toulouse. Hier gab er auch sein Debüt in der Ligue 1, der höchsten Liga in Frankreich. Am 7. August 2004, dem 1. Spieltag, debütierte er beim 0:0 gegen den RC Lens. Er wurde in der 88. Minute für Stéphane Dalmat eingewechselt. Im Sommer 2006 verließ er Toulouse. Danach spielte er von 2006 bis 2010 bei Le Havre und Châteauroux, in der Ligue 2, der zweiten Liga in Frankreich. Im Januar 2010 wechselte er zum erst Ligisten RC Lens. Nach anderthalb Jahren wechselte er im Sommer 2011 innerhalb der Liga zum HSC Montpellier. Gleich in seiner ersten Saison 2011/12 wurde er Meister in Frankreich. In der Saison 2012/13 spielte er auch erstmals International in der UEFA Champions League, wo er mit Montpellier nach der Gruppenphase ausschied. Seit Sommer 2013 steht Bedimo beim Ligakonkurrenten in Lyon unter Vertrag.

### Nationalmannschaft
Für Kamerun stand er erstmals am 10. Oktober 2009 beim 3:0-Erfolg gegen Togo auf dem Platz. Er spielte von Anfang an. Bei der Fußball-Afrikameisterschaft 2010 erreichte er mit Kamerun das Viertelfinale. Bedimo stand im 23er Kader für die Fußball-Weltmeisterschaft 2014.

## Erfolge
- Französischer Meister: 2012